# Urtenen-Schönbühl
Urtenen-Schönbühl (gsw. Urtene-Schönbüeu) – gmina (niem. Einwohnergemeinde) w Szwajcarii, w kantonie Berno, w regionie administracyjnym Bern-Mittelland, w okręgu Bern-Mittelland.

## Demografia
W Urtenen-Schönbühl mieszka 6 367 osób. W 2020 roku 20,1% populacji gminy stanowiły osoby urodzone poza Szwajcarią.

## Współpraca
Miejscowości partnerskie:
- Binn, Valais
- Dačice, Czechy

## Transport
Przez teren gminy przebiegają autostrady A1 i A6 oraz drogi główne nr 1, nr 12 i nr 238.